# ارتش عشق
«ارتش عشق» (به انگلیسی: Army of Love) تک‌آهنگی از خواننده-ترانه‌پرداز استونیایی کرلی می‌باشد که در دومین آلبوم استودیویی وی تحت عنوان آرمان‌شهر قرار دارد. ترانه توسط کرلی، ژان باپتیست، میک مک‌هنری و رایان بوئندیا نوشته شده و به تهیه‌کنندگی فری اسکول موزیک و ژان باپتیست می‌باشد. «ارتش عشق» در ۱۶ دسامبر سال ۲۰۱۰ به‌طور رایگان برای دانلود در وبگاهٔ رسمی کرلی در دسترس قرار گرفت و به‌عنوان تک‌آهنگ در ۱۲ آوریل سال ۲۰۱۱ برای خرید منتشر شد. ئی‌پی ریمیکس این ترانه با هشت قطعه در ۳ مهٔ سال ۲۰۱۱ و بخش دوم آن نیز در ۲۱ ژوئن سال ۲۰۱۱ منتشر گردید.